# Čajetina
Čajetina (srbskou cyrilicí Чајетина) je město a správní středisko stejnojmenné opštiny v Srbsku v Zlatiborském okruhu. Leží v pohoří Zlatibor v nadmořské výšce 843 metrů nad mořem, asi 18 km jihozápadně od města Užice. V roce 2011 žilo v Čajetině 3 342 obyvatel, v celé opštině pak 14 745 obyvatel, z nichž naprostou většinu (97,93 %) tvoří Srbové. Rozloha města je 39,32 km², rozloha opštiny 647 km².
Území opštiny sousedí s Bosnou a Hercegovinou a pramení na něm řeka Rzav.

## Administrativní dělení opštiny
K opštině patří dvě města (Čajetina a turisty populární město Zlatibor) a 22 vesnic: Alin Potok, Branešci, Dobroselica, Drenova, Golovo, Gostilje, Jablanica, Kriva Reka, Ljubiš, Mačkat, Mušvete, Rakovica, Rožanstvo, Rudine, Sainovina, Semegnjevo, Sirogojno, Stublo, Šljivovica, Tripkova, Trnava a Željine.

## Průmysl
Většina obyvatel se zabývá prací v ubytovacích a potravinových, výrobním průmyslem, velkoobchodem, maloobchodem a opravami motorových vozidel.